# Trzy kolory. Czerwony
Trzy kolory. Czerwony (fr. Trois couleurs: Rouge) – film psychologiczny z 1994 roku w reżyserii Krzysztofa Kieślowskiego, zrealizowany w koprodukcji francusko-polsko-szwajcarskiej na podstawie scenariusza napisanego przez reżysera wspólnie z Krzysztofem Piesiewiczem. Czerwony jest trzecią częścią trylogii Trzy kolory, w skład której wchodzą także zrealizowane rok wcześniej Trzy kolory. Niebieski oraz Trzy kolory. Biały. Tytułowe trzy kolory nawiązują do barw francuskiej flagi i haseł rewolucji francuskiej: wolności, równości, braterstwa. W głównych rolach wystąpili Irène Jacob i Jean-Louis Trintignant.
Bohaterką filmu jest szwajcarska studentka Valentine. Poznaje ona emerytowanego sędziego Josepha Kerna, podsłuchującego elektronicznie swoich sąsiadów. Równolegle film prowadzi wątek studenta prawa Auguste’a – sąsiada Valentine – którego losy splatają się z życiorysem Kerna. Tematem filmu jest rola przypadku w życiu człowieka oraz idea braterstwa, które mimo przeszkód losu jest możliwe.
Czerwony, w dużej mierze dzięki scenariuszowi, a także pracy operatorskiej Piotra Sobocińskiego, został bardzo pozytywnie przyjęty przez anglojęzycznych krytyków i był uznawany za faworyta Festiwalu Filmowego w Cannes. Jednakże krytyka przypuszczona między innymi przez „Cahiers du cinéma” i Jean-Luca Godarda sprawiła, że jury festiwalowe nie przyznało Czerwonemu żadnej nagrody. Film był również trzykrotnie nominowany do Oscara, czterokrotnie – do nagrody BAFTA oraz sześciokrotnie – do Cezara; z tych wszystkich nominacji jedyną statuetkę (Cezar za muzykę) przyznano Zbigniewowi Preisnerowi. Klęska festiwalowa Czerwonego przyczyniła się do rezygnacji Kieślowskiego z dalszej kariery filmowej.

## Opis fabuły
W sekwencji inicjalnej Valentine Dussaut, szwajcarska studentka na Uniwersytecie Genewskim, rozmawia ze swoim chłopakiem – rzekomo okradzionym podczas pobytu w Polsce – który obecnie przebywa w Wielkiej Brytanii. Jej bliskim sąsiadem jest student prawa Auguste, który również regularnie dzwoni do swojej dziewczyny. Valentine dorabia jako modelka, biorąc udział w reklamie gumy do żucia. Fotograf uwiecznia jej zdjęcie na czerwonym tle, przedstawiające jej smutne oblicze.
Po wyczerpujących ćwiczeniach baletowych oraz występie na rewii mody Valentine odjeżdża samochodem. Przypadkiem potrąca jednak suczkę imieniem Rita. Zabrawszy zwierzę z jezdni, Valentine znajduje na jego obroży adres właściciela. Podjeżdża pod dom emerytowanego sędziego Josepha Kerna, który nie jest jednak zainteresowany psem. Valentine zabiera więc Ritę do weterynarza, gdzie dowiaduje się, że suczka – pomimo ciąży – nie jest w ciężkim stanie. Dziewczyna zatrzymuje zwierzę przy sobie. W studiu fotograficznym wybiera swoje ulubione, „smutne” zdjęcie, a zarazem odrzuca awanse fotografa.
Pewnego razu Valentine, próbując swych sił w salonie gier, odnosi sukces przy jednorękim bandycie. Wygrane monety zabiera ze sobą. Wróciwszy do domu, odbiera list z pieniędzmi od nieznajomego. Udawszy się na spacer z Ritą, wypuszcza suczkę, która jej ucieka. Trop prowadzi do willi Kerna, gdzie Valentine dowiaduje się, że to właśnie on przesłał jej pieniądze. Wchodząc do mieszkania, Valentine odkrywa, że Kern podsłuchuje rozmowy telefoniczne swoich sąsiadów. Sędzia wyjawia jej swoją profesję i zapoznaje ją ze skalą swoich podsłuchów, demonstrując nagraną rozmowę telefoniczną pomiędzy Auguste’em a jego dziewczyną Karin, prowadzącą osobisty serwis pogodowy; obojga Valentine do tej pory nie znała. Dziewczyna nie dowierza cynizmowi Kerna; twierdzi, że odczuwa żal wobec niego i informuje go, że Rita będzie miała szczenięta.
Valentine odreagowuje napięcie, udając się na sesję fotograficzną do kręgielni; gdy wraca do mieszkania, dowiaduje się, że ktoś zakleił jej drzwi do mieszkania gumą do żucia. Tymczasem Kern, rozgoryczony rozmową z Valentine, przekazuje pisemnie swoim sąsiadom, że ich szpiegował. Auguste z kolei zbiegiem losu zdaje egzamin prawniczy – pytanie dotyczyło strony książki, którą sam upuścił niegdyś na jezdni. Dowiedziawszy się o czynie Kerna, Valentine udaje się do sędziego i zauważa, że Rita się oszczeniła. Valentine zwierza się rozmówcy, że będzie musiała niedługo wyjechać do Wielkiej Brytanii, do brata Marca. Kern proponuje jej wycieczkę promem, po czym opowiada o swych wyrzutach sumienia związanych z dawną sprawą marynarza, którego kiedyś omyłkowo uznał za winnego. W czasie rozmowy szybę w willi Kerna rozbija rzucony kamień.
Auguste, nie mogąc się dodzwonić do Karin, włamuje się do jej mieszkania, gdzie dostrzega ją podczas seksu z innym mężczyzną. Rozżalony Auguste wyładowuje swą złość na własnym psie, zostawiając go przywiązanego do latarni. Tymczasem Kern, jadąc samochodem, zauważa ogromny billboard z reklamą gumy do żucia, z udziałem Valentine. Sędzia, spotkawszy Valentine po rewii mody, mówi jej o nawracającym śnie, w którym widzi ją szczęśliwą około pięćdziesiątki. Opowiada jej także o swoim dotychczasowym życiu, które – jak się okazuje – pokrywa się z równoległym życiem Auguste’a. Następnie sędzia odjeżdża, a Valentine wybiera się w podróż promem.
Nadciąga burza. Reklama z udziałem Valentine zostaje zdjęta. Kern dowiaduje się z prasy i telewizji o katastrofie promu na kanale La Manche. Uratowanych zostaje zaledwie siedmioro osób: Julie, Olivier i barman z Niebieskiego, Karol i Dominique z Białego, na końcu Auguste i sama Valentine. W ostatniej scenie Valentine zostaje uchwycona w stopklatce na czerwonym tle, podobnie jak na zdjęciu z reklamy.

## Obsada
Źródło: Brytyjski Instytut Filmowy
- Irène Jacob (Valentine Dussaut)
- Jean-Louis Trintignant (sędzia Joseph Kern)
- Frédérique Feder (Karin)
- Jean-Pierre Lorit (Auguste Bruner)
- Samuel Le Bihan (fotograf)
- Marion Stalens (weterynarz)
- Teco Celio (barman)
- Bernard Escalon (sprzedawca płyt)
- Jean Schlegel (sędzia)
- Elżbieta Jasińska (kobieta)
- Paul Vermeulen (przyjaciel Karin)
- Jean-Marie Daunas (menedżer teatru)
- Roland Carey (handlarz narkotykami)
- Marc Autheman (głos)
- Juliette Binoche (Julie)
- Julie Delpy (Dominique Vidal)
- Benoît Régent (Olivier)
- Zbigniew Zamachowski (Karol Karol)

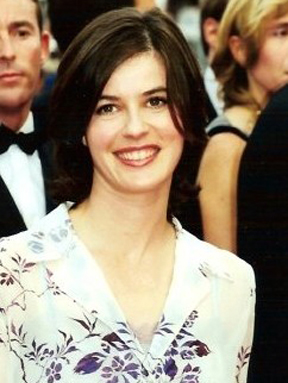
Irène Jacob (1991)
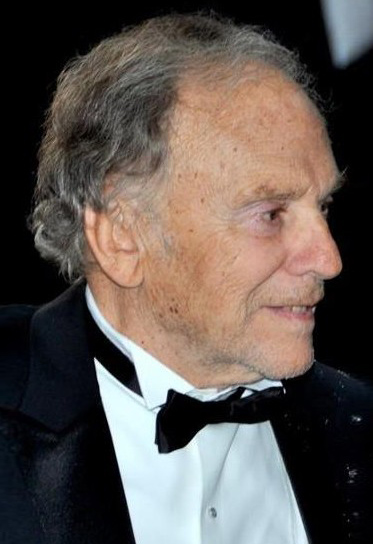
Jean-Louis Trintignant (2012)
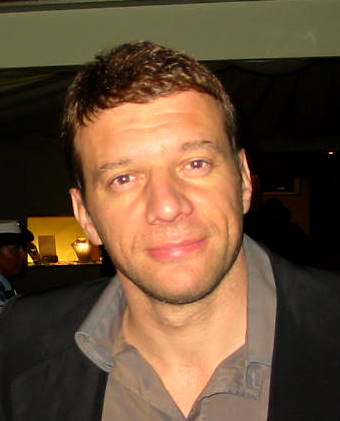
Samuel Le Bihan (2005)
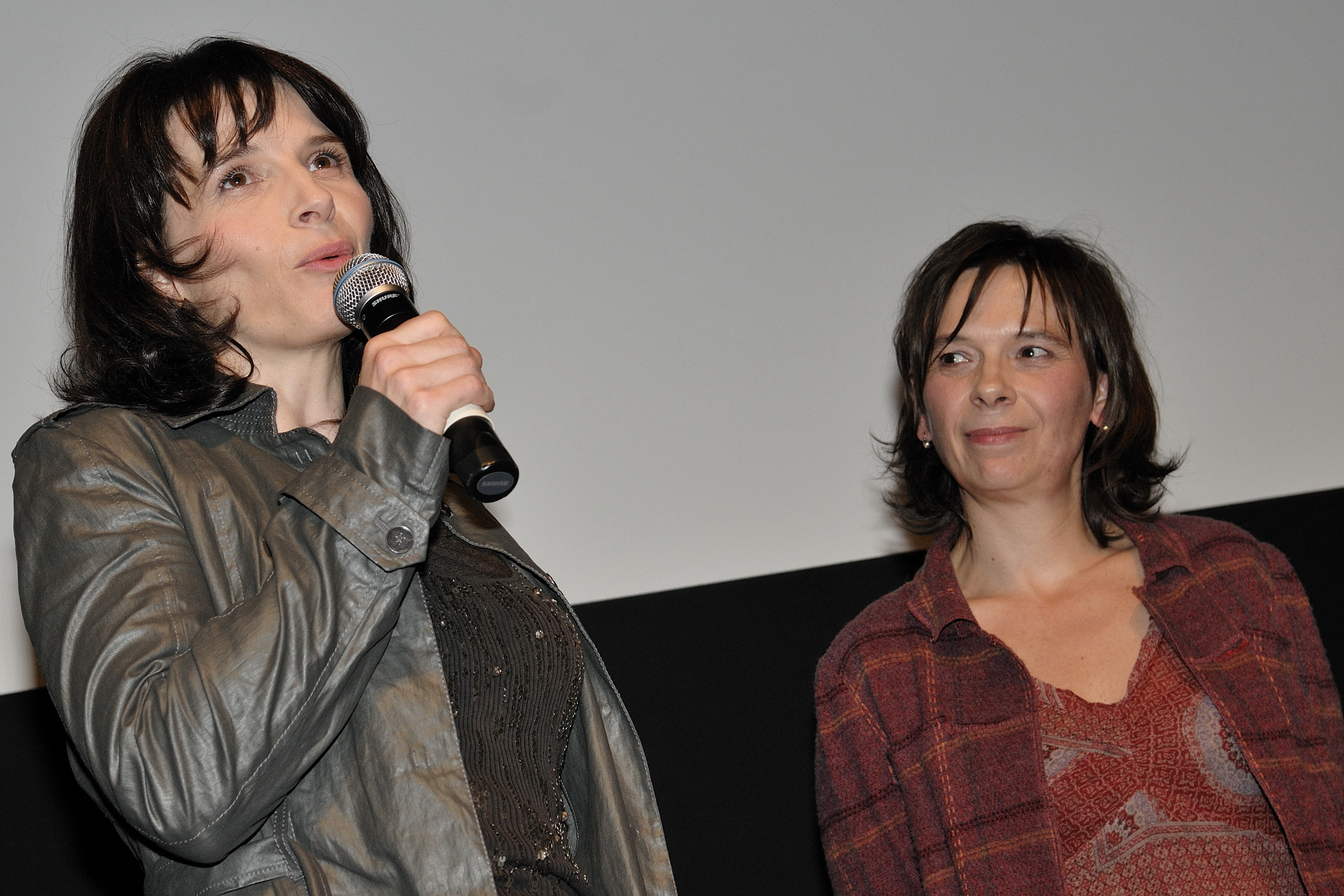
Juliette Binoche i Marion Stalens (2009)
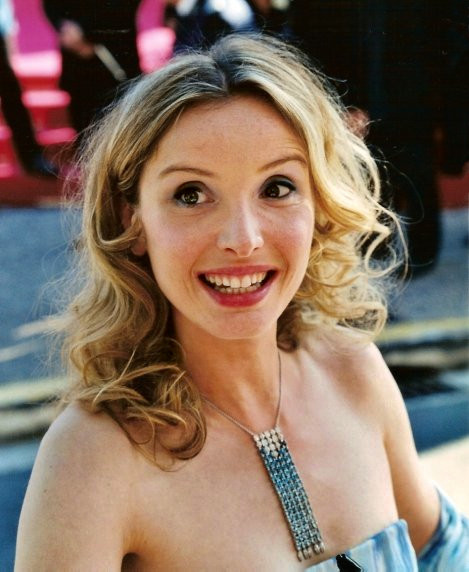
Julie Delpy (2002)
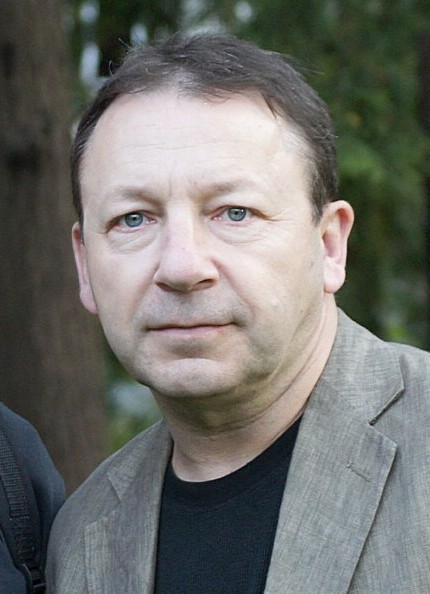
Zbigniew Zamachowski (2011)

## Produkcja

### Prace przygotowawcze i scenariusz

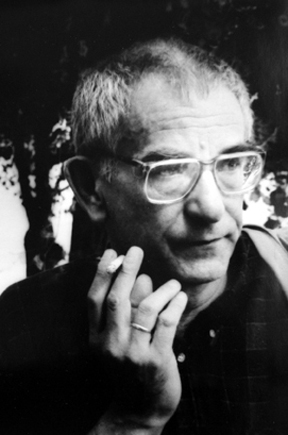
Krzysztof Kieślowski, reżyser filmu (1994)

Nakręciwszy we Francji Podwójne życie Weroniki, Krzysztof Kieślowski napisał wraz z Krzysztofem Piesiewiczem składający się z trzech części scenariusz trylogii Trzy kolory. Pomysł na trylogię wyszedł od Piesiewicza, który oparł ją na trzech hasłach rewolucji francuskiej: wolności, równości, braterstwie. W przeciwieństwie do serialu telewizyjnego Dekalog, którego poszczególne części ze sobą się zazębiały, Trzy kolory cechuje jednak – poza wspólnym tematem – znacznie mniejszy wzajemny związek. Kieślowski już na Festiwalu Filmowym w Cannes ogłaszał, że trzecia część trylogii jest najbardziej optymistyczną ze wszystkich: „Wolność jest tylko marzeniem, równość dążeniem, natomiast braterstwo – główny temat tego filmu – jest możliwe, ono się zdarza”.
Pomysł scenariuszowy na fabułę Czerwonego obmyślił Piesiewicz, pokazując Kieślowskiemu egzemplarz Upadku Alberta Camusa, którego bohater – zgorzkniały, mający poczucie klęski – miał być literackim odpowiednikiem filmowego sędziego Kerna. Za literacki model dla scenariusza Piesiewicza i Kieślowskiego posłużyło także opowiadanie Isaaca Bashevisa Singera Judasz w bramie, gdzie pojawiał się podobny wątek zdrady. Piesiewicz wspominał, że postać Valentine jest przeniesiona z innego filmu duetu, Podwójnego życia Weroniki (1991), gdzie również główną rolę odgrywała Irène Jacob. W przypadku Czerwonego Valentine – jako postać cechująca się zupełnie innym kodeksem moralnym niż Kern – wywołuje w nim wyrzuty sumienia. Trudności duetowi sprawiło osnucie fabuły wokół równoległych wątków Auguste’a i Kerna, jednak Piesiewicz przyznał, że Czerwony jest jednym z utworów „konstrukcyjnie najbardziej domkniętych spośród wszystkich scenariuszy” napisanych z Kieślowskim.

### Zdjęcia
O ile Niebieski był kręcony we Francji, a Biały – w Polsce, realizacja Czerwonego miała odbyć się na terenie Szwajcarii. Za produkcję trylogii odpowiedzialność przejął Marin Karmitz, który wypłacił ekipie filmowej wynagrodzenie wystarczające do swobodnej realizacji projektu. Zdjęcia do Czerwonego nakręcił Piotr Sobociński, któremu Kieślowski wręczył scenariusz rok przed rozpoczęciem zdjęć; jeszcze przed rozpoczęciem produkcji obaj dogadali się w kwestii koncepcji estetycznej projektu, dzięki czemu nie musieli dyskutować nad Czerwonym na planie. Sobociński przyjął za wzór estetyczny dla Czerwonego malarstwo Jana Vermeera, co jest szczególnie zauważalne w scenach portretujących mieszkanie Kerna. Natomiast muzykę do filmu opracował Zbigniew Preisner, który współpracował z Kieślowskim i Piesiewiczem przy produkcji Niebieskiego i Białego. Rolę sędziego za radą Piesiewicza Kieślowski powierzył aktorowi Jean-Louisowi Trintignantowi, choć początkowo planował obsadzić w niej Michela Piccoliego. Jak twierdził Trintignant, przeczytał scenariusz, będąc „pod wielkim wrażeniem”, dodając: „A potem poznałem Kieślowskiego osobiście i nabrałem entuzjazmu...”.
Podczas zdjęć do Czerwonego Kieślowski zdradzał już oznaki wyczerpania, stawał się coraz bardziej agresywny i apodyktyczny, doświadczał stanów depresyjnych. Mimo to pragnął maksymalnie wykorzystać możliwości realizacji Czerwonego za granicą. Sobociński wymyślił ujęcie z kamerą wędrującą po ulicy aż do mieszkania na wyższym piętrze. Na potrzeby samej tej sceny, trwającej kilka sekund, przeznaczono 60 tysięcy euro w celu zamontowania kamery na dwóch żurawiach. Popisowe wprowadzenie do filmu – ekstremalnie szybkie ujęcie kamery przemieszczającej się przez Kanał La Manche wzdłuż linii telefonicznej – zostało zrealizowane przy użyciu technologii Steadicam i Technocrane . Nakręcony przez reżysera materiał zmontowała ekipa na peryferiach Paryża, na czele z Francuzem Jakiem Wittą, z pomocą Polki Urszuli Lesiak. W końcowej sekwencji filmu wykorzystano autentyczne fragmenty relacji z katastrofy statku MF „Herald of Free Enterprise” z 1987 roku.

### Ścieżka dźwiękowa
Muzykę do filmu skomponował Zbigniew Preisner. Muzyka Preisnera podkreślała podobieństwo strukturalne Czerwonego do sonaty muzycznej. Muzykolog Nicholas W. Reyland zauważył, że Czerwony opiera się na dwóch motywach muzycznych. Pierwszy z nich pojawia się w scenach z Valentine, drugi zaś – w scenach z sędzią Kernem oraz jego alter ego, Auguste’em. Oba motywy podkreślają stereotypowe różnice między kobiecością a męskością, co miało miejsce również w poprzednich wspólnych filmach Kieślowskiego i Preisnera. Motyw „żeński” jest powolny, statyczny, delikatny; motyw „męski” – szybki, dynamiczny, gwałtowny. Ostatecznie w Czerwonym dominuje motyw „kobiecy”, co sugeruje również zwycięstwo żeńskich wartości w całym filmie.
Nagrania ze ścieżki dźwiękowej do Czerwonego ukazały się w 1994 roku nakładem wytwórni muzycznej Virgin. W 1996 roku płyta uzyskała w Polsce certyfikat złotej.
| Nr  | Tytuł utworu                                           | Długość |
| --- | ------------------------------------------------------ | ------- |
| 1.  | „Miłość Od Pierwszego Wejrzenia (Love At First Sight)” | 4:28    |
| 2.  | „Fashion Show I”                                       | 4:46    |
| 3.  | „Meeting The Judge”                                    | 0:59    |
| 4.  | „The Tapped Conversation”                              | 1:17    |
| 5.  | „Leaving The Judge”                                    | 1:48    |
| 6.  | „Psychoanalysis”                                       | 2:05    |
| 7.  | „Today Is My Birthday”                                 | 3:21    |
| 8.  | „Do Not Take Another Man’s Wife I”                     | 2:09    |
| 9.  | „Treason”                                              | 3:24    |
| 10. | „Fashion Show II”                                      | 1:24    |
| 11. | „Conversation At The Theatre”                          | 3:45    |
| 12. | „The Rest Of The Conversation At The Theatre”          | 1:28    |
| 13. | „Do Not Take Another Man’s Wife II”                    | 2:14    |
| 14. | „Catastrophe”                                          | 0:47    |
| 15. | „Finale”                                               | 2:58    |
| 16. | „L’Amour Au Premier Regard”                            | 4:27    |
|     |                                                        | 41:20   |

### Rozpowszechnianie
Premiera festiwalowa Czerwonego odbyła się na 47. Festiwalu Filmowym w Cannes w maju 1994 roku ; 27 maja 1994 roku rozpoczęła się dystrybucja filmu w polskich kinach. W 1999 roku nakładem wydawnictwa Best Film ukazała się wersja Czerwonego na DVD. 26 sierpnia 2022 roku zrekonstruowana wersja Czerwonego w rozdzielczości 4K została wyświetlona w siedzibie Stowarzyszenia Filmowców w Lincoln Center w Nowym Jorku .

## Odbiór

### Frekwencja i przychody
Według portalu JP’s Box Office Czerwony zebrał w kinach widownię liczącą ponad 2,5 miliona widzów, z czego ponad 820 tysięcy w samej Francji. Przychody z kinowej dystrybucji filmu sięgnęły poziomu 3,6 miliona dolarów.

### Obieg festiwalowy
Czerwony został wysłany na Festiwal Filmowy w Cannes, gdzie został zakwalifikowany do konkursu głównego i miał szanse na Złotą Palmę. Jednakże jury konkursu głównego pod przewodnictwem Clinta Eastwooda przyznało główną nagrodę festiwalu filmowi Pulp Fiction (1994) Quentina Tarantino, całkowicie ignorując film Kieślowskiego, co wywołało skandal. Jak podawał Stanisław Zawiśliński, sam Tarantino miał wcześniej powiedzieć producentowi Pulp Fiction Harveyowi Weinsteinowi, iż Czerwony jest najlepszym filmem roku. Oburzony wynikiem głosowania Marin Karmitz demonstracyjnie nie pojawił się na gali, która miała zakończyć festiwal. Problemy pojawiły się również przy nominacji Czerwonego do Oscara dla najlepszego filmu nieanglojęzycznego (zgłaszającymi kandydaturę byli Szwajcarzy). Z powodów formalnych Amerykańska Akademia Filmowa odmówiła selekcji filmu, w wyniku czego 56 przedstawicieli amerykańskiej branży filmowej podpisało list protestacyjny. Ostatecznie Czerwony został nominowany w trzech kategoriach: za najlepszą reżyserię, najlepszy scenariusz oryginalny oraz najlepsze zdjęcia. Jednakże z gali wręczenia Nagród Akademii Filmowej ekipa filmowa pracująca nad Czerwonym wyszła bez statuetek.
Niedocenienie Czerwonego przez jury zagranicznych festiwali, jak również w Polsce, przyśpieszyło decyzję reżysera o zakończeniu kariery. Dwa lata po premierze Czerwonego Kieślowski zmarł na zawał serca. Porażkę filmu bardzo przeżył nie tylko Kieślowski, ale również producent Karmitz. O klęskę Czerwonego w Cannes Karmitz obwiniał Eastwooda: „Tylko Amerykanin, ikona kultury westernu, człowiek, którego faszystowskie ciągoty miały się wkrótce zamanifestować, mógł uhonorować taki film jak Pulp Fiction”.

### Recenzje krytyków

#### Francja
We Francji Czerwony był ostentacyjnie krytykowany bądź spychany na margines. Frédéric Strauss dla „Cahiers du cinéma” skwitował Czerwony jako film o „wymęczonym, wypranym scenariuszu”, wpisując się zatem we wrogi całej trylogii ton pisma. Redaktor „Le Mensuel du Cinéma” François Chevassu ironizował na temat „skomplikowanej inscenizacji, często ostentacyjnej w efektach”. Film Kieślowskiego krytykowali również publicyści „Le Monde” . W „Le Monde” pisano, że „przerażająca prostota jego [Kieślowskiego] wczesnych filmów, ich zimna klarowność, została zastąpiona wyrafinowaną architekturą, skonstruowaną z wirtuozerią, która kontrastuje z jej sztucznością”.  Francuski reżyser Jean-Luc Godard w napastliwym liście skierowanym do Amerykańskiej Akademii Sztuki i Wiedzy Filmowej żądał, żeby nominacja do Oscara nie została przyznana Kieślowskiemu, lecz Abbasowi Kiarostamiemu. Dowiedziawszy się o treści listu, Karmitz zerwał z Godardem wszelkie kontakty. Spośród krytyków, którzy zdecydowanie wsparli pracę Kieślowskiego, we Francji znalazł się tylko „Positif”, którego redaktor Philippe Royeur uznawał Czerwony za dzieło dowodzące trwającego szczytu możliwości artystycznych Kieślowskiego.

#### Polska
Również w Polsce odbiór Czerwonego był umiarkowany. Tadeusz Sobolewski z „Gazety Wyborczej” jeszcze podczas festiwalu w Cannes pisał, że Czerwony „spełnia wszystkie nasze oczekiwania”. Z kolei Ryszard Legutko na łamach „Czasu Krakowskiego” pisał złośliwie: „Proszę Państwa, chciałoby się rzec miłośnikom filmów Kieślowskiego – przecież tam nic nie ma”. Wtórowała mu Mariola Jankun-Dopartowa, zarzucając całej trylogii opowiadanie historii rodem z oper mydlanych i „magazynów dla myślących kobiet”, a także popadnięcie w kicz: „Kicz Kieślowskiego opiera się na nierzetelności – udawaniu głupszego, który jednoczy się z kretyniejącą Europą w swym doświadczaniu rzeczywistości”. Twórczości Kieślowskiego próbowała bronić Grażyna Stachówna, opisując Czerwony jako film, który „uderza wizualnym pięknem [...], zadziwia wyrafinowaniem narracji, głęboko wzrusza i bardzo przeraża”. Zdaniem Stachówny przerażenie owo wywołuje finał filmu, który według polskiej filmoznawczyni dowodzi, że „w życiu nic nie zależy od nas samych, że wszystko, nawet na pozór najbłahsze sprawy, [...] jest najpierw zapowiedziane znakami, których nie potrafimy zrozumieć, a potem układa się w misterną sieć zależności”.

#### Stany Zjednoczone
W Stanach Zjednoczonych Czerwony był oceniany bardzo pozytywnie. Według anglojęzycznego agregatora Metacritic średnia ważona ocen dziewięciorga anglojęzycznych krytyków wyniosła maksymalne 100%, co jest tożsame z „powszechnym uznaniem”. Według agregatora Rotten Tomatoes średnia ocena z recenzji 63 krytyków wyniosła 8,8/10, przy czym wszyscy agregowani krytycy ocenili film pozytywnie.
Roger Ebert z czasopisma „Chicago Sun-Times” był zachwycony sposobem opowiadania historii przez Kieślowskiego i Piesiewicza, który pobudza widza do stawiania szeregu pytań:
Czy młoda kobieta i sędzia jeszcze kiedyś się spotkają? Co z tego wyniknie? Czy to ma znaczenie? Czy będzie to dobre, czy złe? Takie pytania w Czerwonym stają się nieskończenie ciekawsze niż pytania w prostych, komercyjnych filmach o to, czy bohater zabije złych ludzi, czy będzie szybko jeździł samochodem i wysadzał rzeczy w powietrze, czy jego dziewczyna się rozbierze .
Desson Howe z „The Washington Post” również kładł nacisk na logiczne powiązanie ze sobą wydarzeń w dziele Kieślowskiego i Piesiewicza: „Wszystko jest poukładane jak w schemacie spadającego domina. Postacie i wydarzenia nachodzą na siebie stopniowo, aż w końcu Kieślowski ujawnia swój wielki plan” . Lisa Nesselson z „Variety” chwaliła grę Jacob i Trintignanta, również wskazując jako zaletę filmu logiczność scenariusza: „widz jest utwierdzany w przekonaniu przez niezliczone subtelne szczegóły, że opowieść nieuchronnie zmierza ku czemuś niezbyt złowieszczemu, ale za to katartycznemu” . Z kolei Janet Maslin z „The New York Timesa”, choć wrogo odnosiła się do całej trylogii jako „schematycznej” i „szalenie zuchwałej”, przyznawała, że Czerwony jest najlepszą częścią cyklu: „Szykowna pustka pierwszego filmu [Niebieskiego] i względna nijakość drugiego [Białego] nagle znacząco zyskują dzięki uwodzicielskiemu blaskowi Czerwonego” .

### Analizy i interpretacje
Marek Haltof w swej analizie Czerwonego dostrzegł wiele nawiązań do poprzednich dzieł reżysera. Przede wszystkim w Czerwonym pojawia się ponownie motyw narracji dwudzielnej, istniejący również w Podwójnym życiu Weroniki. Irène Jacob w obu filmach wciela się w główną bohaterkę i uczy się na cudzych błędach. Motyw ślepego losu, który wpływa na położenie bohaterów, powiela zarówno Podwójne życie Weroniki, jak i wcześniejszy Przypadek (1981). Dwie sceny, w których Valentine ćwiczy lekcje baletowe, są odwołaniem do dokumentalnych Siedmiu kobiet w różnym wieku. Fikcyjny kompozytor Van den Budenmayer (alter ego Zbigniewa Preisnera), którego utwór wykonywany jest w Czerwonym, zostaje wspomniany także w Weronice. Również tak jak w Weronice oraz innych częściach Trzech kolorów, w Czerwonym pojawia się enigmatyczna postać staruszki, dotychczas ignorowana przez wcześniejszych bohaterów filmów reżysera; w ostatnim filmie Kieślowskiego Valentine pomaga wyrzucić staruszce butelkę . Zdaniem krytyka Dave’a Kehra „ten jeden, prosty akt dobroci jest punktem kulminacyjnym całej trylogii, gestem, który ratuje świat” .
Slavoj Žižek w studium twórczości Kieślowskiego wskazywał, że Czerwony – tak jak Weronika i pozostałe części Trzech kolorów – jest filmem opowiadanym z żeńskiej perspektywy (w porównaniu z Dekalogiem tego samego reżysera) i gloryfikuje stereotypowo żeńskie wartości, takie jak irracjonalizm. Žižek krytycznie ocenił film Czerwony, wskazując go jako wyraz rezygnacji reżysera z dążenia do ukazywania pełnego brzydoty Realnego. U Kieślowskiego, tak jak w całej trylogii, film kończy się płaczem sędziego Kerna, przy czym to ujęcie „nie jest inscenizacją ponownego wejścia bohatera z izolacji w kontakt z innymi, ale raczej bolesnym aktem nabrania odpowiedniego dystansu do rzeczywistości (społecznej) po szoku, który wystawił go na działanie rzeczywistości”. Žižek nazywał płacz bohatera końcowej części trylogii łacińskim terminem lacrimae rerum, łzami wylewanymi sztucznie przez osobę, której wcale nie obchodzi opłakiwany zmarły. Rzecz w tym, że Valentine wciąż żyje; ostatnie ujęcie Czerwonego zdaniem Žižka ukazuje zamrożoną twarz Valentine, które to ujęcie zdaje się trwać w nieskończoność, niezależnie od spojrzenia zarówno filmowego sędziego, jak i widza. Według Haltofa z kolei zakończenie filmu jest przykładem wykpienia hollywoodzkich happy endów; choć wszyscy kluczowi bohaterowie przeżyli katastrofę promu, w istocie końcówka przypomina bardziej kino katastroficzne aniżeli artystyczne. 
Kehr w tym samym zakończeniu upatrywał mimo wszystko optymistycznej wymowy:
Sędzia patrzy przez okno, w kierunku burzy, która właśnie przeszła; w jego oku jest łza, choć jego twarz jest poza tym bez wyrazu. Ale wtedy pojawia się inne ujęcie – banerowy obraz Valentine, teraz odtworzony w prawdziwym życiu, jak spełniona obietnica, dotrzymane przymierze. Sędzia jest pierwszym z bohaterów trylogii, który widzi kogoś poza sobą; dla Kieślowskiego w tym fakcie tkwi cała nadzieja dla świata.
Filmoznawczyni Annette Insdorf odnalazła powiązania pomiędzy Czerwonym a Burzą Williama Shakespeare’a. Tak jak Burza należała do ostatnich dzieł Shakespeare’a, tak Czerwony stanowił ostatnie dzieło Kieślowskiego. Ponadto oba dzieła mają naturę refleksyjną i ustawiają swoich protagonistów w rolach demiurgów sterujących czyimś życiem; postać sędziego Kerna wykazuje podobieństwo do literackiego Prospera. Natomiast filozof Eddy Troy upatrywał w Czerwonym kwintesencji estetyki wyczerpania (czyniąc aluzję do terminu „obrazu-czasu” Gilles’a Deleuze’a). Wyczerpanie, niewiara w siłę obrazu, zdaniem Troya stopniowo przenikało twórczość Kieślowskiego, który pod koniec lat 80. zerwał z zaangażowanym stylem paradokumentalnym. Kern, rozdarty pomiędzy niemocą a afirmacją życia, staje się alter ego zrezygnowanego reżysera.
Jonathan Kirshner w retrospektywnym artykule z 2023 roku pisał, iż „Czerwony wyróżnia się wirtuozerskimi zdjęciami, z niezwykłą (i narracyjnie celową) dbałością o zmiany oświetlenia i wdzięcznymi ruchami kamery porównywalnymi z najlepszymi dziełami Maxa Ophülsa”. W końcowej sekwencji katastrofy Kirshner upatrywał związków ze wcześniejszym filmem Kieślowskiego, Dekalogiem I. Z kolei Steven Fairchild rozpatrywał Czerwonego – podobnie jak całą trylogię Trzy kolory – jako moralitet o destrukcyjnym wpływie technologii na człowieka. Przejawem tej destrukcyjności jest zarówno alienacja społeczeństwa („Kieślowski pokazuje, jak technologia, wraz ze swoimi obrazami, odciąga nas od wspólnego życia z naszymi rzeczywistymi sąsiadami”), jak i wzmożona inwigilacja obywateli przez państwo w osobie Kerna: „Państwo zazdrośnie pragnie, aby jego prawa były przestrzegane; chce widzieć na własne oczy, aby mieć lepsze argumenty i być bardziej skutecznym w wymierzaniu kary. Utrzymując swoją tajemnicę, z konieczności sprzeciwia się naszej”.

### Nagrody
| Rok  | Festiwal/instytucja                                            | Nagroda                                                                         | Odbiorca                                  | Werdykt   | Źródło |
| ---- | -------------------------------------------------------------- | ------------------------------------------------------------------------------- | ----------------------------------------- | --------- | ------ |
| 1994 | Międzynarodowy Festiwal Filmowy w Vancouver                    | Grand Prix „Air Canada”                                                         | Krzysztof Kieślowski                      | Wygrana   | [ 32 ] |
| 1994 | Camerimage                                                     | Srebrna Żaba w konkursie głównym                                                | Piotr Sobociński                          | Wygrana   | [ 72 ] |
| 1994 | VES Board of Directors                                         | Nagroda im. Georges’a Mélièsa                                                   | Krzysztof Kieślowski                      | Wygrana   | [ 73 ] |
| 1994 | Stowarzyszenie Krytyków Filmowych w Los Angeles                | Najlepszy film obcojęzyczny                                                     | Krzysztof Kieślowski                      | Wygrana   | [ 74 ] |
| 1994 | Stowarzyszenie Krytyków Filmowych w Nowym Jorku                | Najlepszy film obcojęzyczny                                                     | Krzysztof Kieślowski                      | Wygrana   | [ 75 ] |
| 1994 | Nagroda Akademii Filmowej                                      | Oscar za najlepszą reżyserię                                                    | Krzysztof Kieślowski                      | Nominacja | [ 76 ] |
| 1994 | Nagroda Akademii Filmowej                                      | Oscar za najlepszy scenariusz oryginalny                                        | Krzysztof Kieślowski Krzysztof Piesiewicz | Nominacja | [ 76 ] |
| 1994 | Nagroda Akademii Filmowej                                      | Oscar za najlepsze zdjęcia                                                      | Piotr Sobociński                          | Nominacja | [ 76 ] |
| 1994 | Brytyjska Akademia Sztuk Filmowych i Telewizyjnych             | Nagroda BAFTA za najlepszy film nieanglojęzyczny                                | Marin Karmitz Krzysztof Kieślowski        | Nominacja | [ 77 ] |
| 1994 | Brytyjska Akademia Sztuk Filmowych i Telewizyjnych             | Nagroda BAFTA za najlepszą reżyserię                                            | Krzysztof Kieślowski                      | Nominacja | [ 78 ] |
| 1994 | Brytyjska Akademia Sztuk Filmowych i Telewizyjnych             | Nagroda BAFTA za najlepszy scenariusz oryginalny                                | Krzysztof Kieślowski Krzysztof Piesiewicz | Nominacja | [ 79 ] |
| 1994 | Brytyjska Akademia Sztuk Filmowych i Telewizyjnych             | Nagroda BAFTA za najlepszą rolę kobiecą                                         | Irène Jacob                               | Nominacja | [ 80 ] |
| 1994 | Francuska Akademia Sztuki i Techniki Filmowej                  | Cezar za najlepszy film                                                         | Marin Karmitz Krzysztof Kieślowski        | Nominacja | [ 81 ] |
| 1994 | Francuska Akademia Sztuki i Techniki Filmowej                  | Cezar za najlepszą reżyserię                                                    | Krzysztof Kieślowski                      | Nominacja | [ 81 ] |
| 1994 | Francuska Akademia Sztuki i Techniki Filmowej                  | Cezar dla najlepszego aktora                                                    | Jean-Louis Trintignant                    | Nominacja | [ 81 ] |
| 1994 | Francuska Akademia Sztuki i Techniki Filmowej                  | Cezar dla najlepszej aktorki                                                    | Irène Jacob                               | Nominacja | [ 81 ] |
| 1994 | Francuska Akademia Sztuki i Techniki Filmowej                  | Cezar za najlepszy scenariusz                                                   | Krzysztof Kieślowski Krzysztof Piesiewicz | Nominacja | [ 81 ] |
| 1994 | Francuska Akademia Sztuki i Techniki Filmowej                  | Cezar za najlepszą muzykę                                                       | Zbigniew Preisner                         | Wygrana   | [ 81 ] |
| 1994 | Międzynarodowy Festiwal Filmowy w Valparaiso                   | Grand Prix                                                                      | Krzysztof Kieślowski                      | Wygrana   | [ 32 ] |
| 1994 | Stowarzyszenie Prasy Zagranicznej w Hollywood                  | Złoty Glob za najlepszy film obcojęzyczny                                       | Krzysztof Kieślowski                      | Nominacja | [ 82 ] |
| 1995 | Koło Piśmiennictwa Filmowego Stowarzyszenia Filmowców Polskich | Najlepszy film polski                                                           | Krzysztof Kieślowski                      | Nominacja | [ 32 ] |
| 1999 | „Polityka”                                                     | Najciekawsze filmy polskie XX wieku – 6. miejsce (nominacja dla całej trylogii) | Krzysztof Kieślowski                      | Nominacja | [ 32 ] |